# Сигізмунд Прусський
Принц Вільгельм Віктор Карл Август Генріх Сигізмунд Прусський (нім. Wilhelm Viktor Karl August Heinrich Sigismund Prinz von Preußen; 27 листопада 1896, Кіль — 14 листопада 1978, Пунтаренас) — принц Прусський, другий син принца Генріха Прусського і його дружини, принцеси Ірени Гессенської і Рейнської. Племінник імператора Вільгельма II і російської імператриці Олександри Федорівни.

## Біографія
Сигізмунд народився в Кільському палаці, де знаходилася резиденція його батька, адмірала. Він був єдиним з синів принцеси Ірени, який не успадкував від матері гемофілію. До початку Першої світової війни Сигізмунд навчався в Кільській школі і негайно записався на фронт добровольцем, але отримав відмову через вік, навчався на матроса-артилериста. У травні 1915 року був направлений на службу артилеристом до Фландрії, але незабаром перейшов у підводний флот вахтовим офіцером.
Після закінчення війни та ліквідації монархії Сигізмунд був змушений вибрати собі цивільну професію. У 1919 році отримав атестат про закінчення школи, щоб згодом здобути економічну освіту в Гамбурзі.
У 1922 році офіційно розпустив свій двір і вирушив у справах своєї фірми в Гватемалу, де керував роботою на кавовій плантації. У 1928 році переїхав в Коста-Рику, де займався бджільництвом. Велика депресія і Друга світова війна істотно відбилися на його фінансовому становищі.

## Сім'я
11 липня 1919 року одружився з принцесою Шарлоттою Саксен-Альтенбурзькою, старшою дочкою герцога Ернста II. У них були двоє дітей:
- Альфред Фрідріх Ернст Генріх Конрад Прусський (17 серпня 1924 — 3 червня 2013), одружився з Маріцою Фаркаш (6 серпня 1929 — 1 листопада 1996), дітей не мав.
- Ірена Барбара Адельгайд Вікторія Елізабет Батільда Прусська (2 серпня 1920 — 31 травень 1994), дружина герцога Людвіга Мекленбург-Шверінського.
  - Доната Мекленбург-Шверінська (11 березня 1956), дружина Александера фон Золодкоффа.
    - Тіра фон Золодкофф (12 жовтня 1989)
    - Алікс фон Золодкофф (17 березня 1992)
    - Алексіс фон Золодкофф (8 грудня 1994)

  - Едвіна Мекленбург-Шверінська (25 вересня 1960), дружина Конрада фон Позерна.
    - Людвіг Леопольд Бернгард Георг Марія фон Позерн (27 лютого 1996)
    - Пол Фрідріх Крістіан Фабіан Марія фон Позерн (14 червня 1997)
    - Фердинанд Йоганн Альбрехт Марія фон Позерн (19 червня 1999)

## Нагороди
- Орден Чорного орла[4]
- Орден Червоного орла, великий хрест[4]
- Орден Корони (Пруссія) 1-го класу[4]
- Королівський орден дому Гогенцоллернів, великий командорський хрест[4]
- Княжий орден дому Гогенцоллернів, почесний хрест 1-го класу[4]
- Залізний хрест 2-го класу

## Галерея

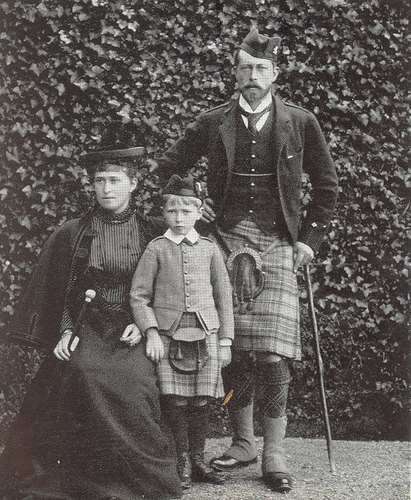
Принц Сигізмунд з батьками (1905).
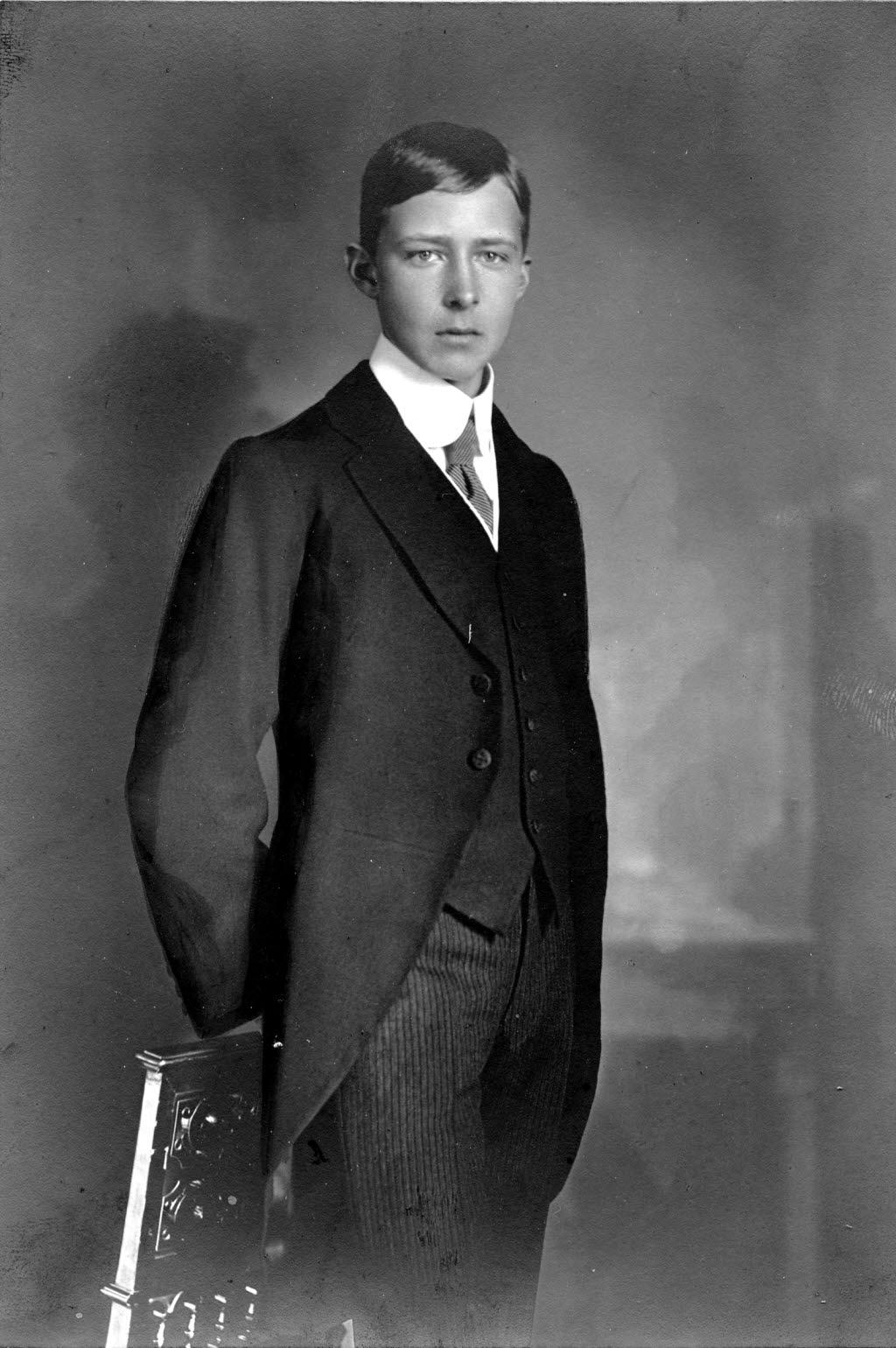
Принц Сигізмунд в 1913 році.
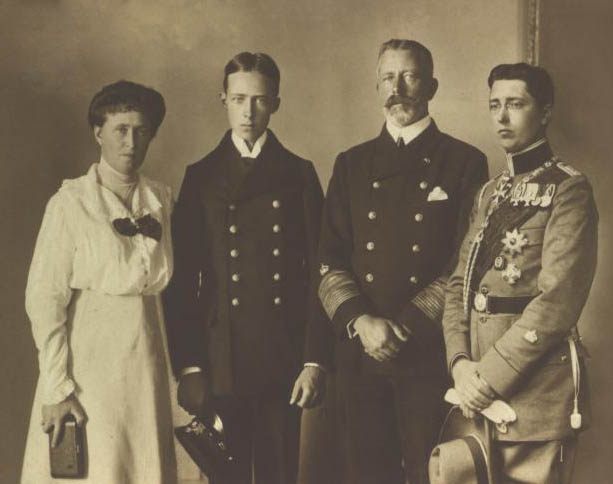
Принц Сигізмунд (другий ліворуч) з батьками і братом Вальдемаром.